# El Camino Real
«El Camino Real» es el segundo episodio de la serie de televisión de fantasía medieval Juego de tronos, de la cadena HBO. Tiene una duración de 56 minutos y se transmitió por primera vez el 24 de abril de 2011. Fue escrito por David Benioff y D.B. Weiss, y dirigido por Tim Van Patten.
La mayor parte del episodio transcurre mientras los protagonistas se hallan viajando: Eddard Stark y sus hijas acompañan al séquito del rey rumbo a Desembarco del Rey para ocupar el puesto de Mano, Tyrion se une a Jon en su viaje hacia el Muro, y la recién casada Daenerys va con el khalasar de su esposo a la ciudad dothraki de Vaes Dothrak. Mientras tanto, en Invernalia, una dolida Catelyn Stark cuida de su inconsciente hijo Bran.

## Argumento

### Al otro lado del mar Angosto
En su camino a Vaes Dothrak junto con todo el khalasar, Jorah Mormont (Iain Glen) le revela a Viserys (Harry Lloyd) que él había sido exiliado por vender a unos cazadores furtivos como esclavos. Viserys le asegura que cuando él sea rey no se castigará por tales motivos. Asimismo, demuestra impaciencia por su nuevo cuñado, Khal Drogo (Jason Momoa), para que cumpla el acuerdo y le pase el mando de su ejército.
Daenerys (Emilia Clarke) tiene dificultades para ajustarse al estilo de vida nómada del pueblo de su esposo. Su único consuelo son los tres huevos petrificados de dragón que le regalaron en su boda. Aun así, le pregunta a una de sus criadas cómo hacer para que su esposo quede satisfecho. Su determinación hace que Khal la trate ahora como su esposa y ya no más como una simple esclava.

### En el Norte
Un mes ha transcurrido desde que Bran (Isaac Hempstead-Wright) cayó desde la torre y, a pesar de que sigue inconsciente, muestra señales de una lenta recuperación. Los mellizos Lannister no están felices con esas noticias.
Mientras tanto, la familia Stark se divide: las dos hijas de Eddard lo acompañan a la capital, Desembarco del Rey, mientras que el bastardo Jon Nieve (Kit Harington) se une a su tío Benjen (Joseph Mawle) para ir al Muro junto con Tyrion Lannister (Peter Dinklage), que desea ver «el borde del mundo». Antes de partir, Jon le da una espada a su pequeña hermana Arya (Maisie Williams) a manera de obsequio. Por otra parte, Lady Catelyn Stark (Michelle Fairley) se halla devastada por la inminente partida de su esposo, cuidando en el proceso de su hijo Bran. Cuando Jon acude a despedirse de Bran previo a su partida al Muro, ella le pide que se vaya de inmediato. Acto seguido, llega su esposo Eddard (Sean Bean) al cual reprende por abandonarla para acudir a los llamados del rey Robert (Mark Addy). Antes de su partida, Jon le pregunta a Eddard sobre su madre, y él le promete que hablarían de ello la próxima vez que se vean.
De repente se desata un incendio en Invernalia y, en medio del caos, un asesino mercenario intenta matar a Bran. Catelyn apenas es capaz de defenderle, pero gracias a la rápida intervención del huargo de Bran el homicida es asesinado por la criatura. Esto levanta las sospechas de Catelyn y, tras hallar un largo cabello rubio en la torre abandonada de la cual su hijo cayó, concluye que los Lannister están relacionados con lo que le ocurrió a su hijo. Al confiarle tal información a su hijo Robb (Richard Madden) y a la mayoría de sus más cercanos colaboradores, Catelyn decide ir sola a Desembarco del Rey de forma discreta para prevenir a Eddard de lo acontecido. Mientras tanto, en su habitación, Bran finalmente se despierta.

### En el Camino Real
En su travesía a Desembarco del Rey, la comitiva del rey se ha detenido para descansar en una posada. Mientras el recién prometido príncipe Joffrey (Jack Gleeson) y Sansa Stark (Sophie Turner) caminan junto a un río, se encuentran con Arya ensayando con palos algunos movimientos de espada con el hijo de un carnicero. A modo de desafío, Joffrey saca su espada y reta al joven bajo la excusa de castigarlo por golpear a Arya, una integrante de la nobleza. Después de que Joffrey hiere con el filo de su espada la mejilla del muchacho, Arya golpea a Joffrey y el joven huye. Furioso, Joffrey intenta herir a Arya con su espada, pero su huargo Nymeria le muerde el brazo y la joven logra huir. Antes de ello, arroja la espada del príncipe al río y se oculta en un bosque cercano hasta que oscurece junto con su huargo.
Tras lo ocurrido, Joffrey le miente al séquito de la corte y acusa al hijo del carnicero, a Arya y a su huargo de herirlo. Incapaz de oponerse a lo dicho por su prometido a pesar de que sabe que es una mentira, Sansa revela que ella no sabe qué ocurrió ya que todo fue muy rápido. Enfadado de tanta polémica, el rey Robert le echa en cara a su hijo el hecho de haber sido desarmado por una niña pequeña y declara que cada padre se encargará de castigar a sus respectivos hijos. Antes de que Robert se vaya del lugar, su esposa Cersei Lannister (Lena Headey) le exige asesinar al huargo responsable de la herida de su hijo. Debido a que Nymeria huyó, el huargo de Sansa, Dama, habría de ser sacrificado en su lugar. Incapaz de convencer al rey de lo contrario, Eddard decide ser él quien mate a la mascota de su hija mayor. Antes de llevar a cabo esto último, se encuentra con el guardaespaldas de Joffrey, Sandor Clegane (Rory McCann), quien llevaba en ese instante el cadáver del hijo del carnicero al príncipe.

## Producción

### Guion
«The Kingsroad» fue escrito por David Benioff y D.B. Weiss, creadores y productores del programa, en base al libro original escrito por George R. R. Martin. El episodio incorpora a su vez la trama de los capítulos 10, 11, 13-19 y parte del 24, de la novela homónima. (Tyrion I, Jon II, Eddard II, Tyrion II, Catelyn III, Sansa I, Eddard III, Bran III, Daenerys III.)
Los sucesos en la serie son notablemente fieles a la novela, si bien hay algunas diferencias en la presentación, como no haber presentado la delegación del consejo con Ser Barristan y Lord Renly, o la conversación entre Robert y Eddard durante el desayuno en vez de hacerlo mientras cabalgan en sus caballos. Algunas escenas son igualmente inéditas, destacando el segmento en donde Cersei acude al cuarto de Bran y le habla a Catelyn de un hijo que tuvo y falleció, así como la secuencia del enfrentamiento entre Jaime y Jon antes de que este último acuda a El Muro.

### Reparto
Este capítulo marca la primera aparición de la actriz invitada regular Roxanne McKee, conocida por su personaje de Louise Summers en la telenovela británica de Channel 4, Hollyoaks. Roxanne resultó elegida entre un gran número de candidatas para asumir el rol de Doreah, una esclava que sirve como criada de Daenerys.
Asimismo, aparece en el capítulo el músico británico Wilko Johnson como el verdugo mudo Ilyn Payne. Este papel representa la primera participación como actor de Johnson.

### Locaciones
El rodaje principal del episodio se realizó en el estudio The Paint Hall. Las escenas de la posada en el camino real se filmaron en una locaicón en Redhall Estate, en Ballycarry, durante los primeros días de septiembre de 2010.

### Huargos
El episodio cuenta con un significativo número de apariciones donde los huargos tienen un papel importante e interactúan con los protagonistas. Esto resultó en una mayor dificultad a la hora de grabar algunas escenas. Para mostrar a la ya extinta especie, el equipo de producción consideró usar lobos reales, sin embargo las leyes de seguridad británicas y el hecho de que había niños participando en las grabaciones hizo que al final esto no fuese permitido. En cambio, usaron perros esquimales debido a su parecido con los lobos.
El actor Sean Bean reportó que para la escena final de «The Kingsroad» donde su personaje debía sacrificar a Dama (Lady), el animal estaba demasiado asustado para permanecer quieto y huía. Tuvieron que ensayar varias veces la escena hasta que el perro se sintiera comfortable, haciendo que la toma durara en total tres horas para grabarse.
El perro particular que interpretó a Dama (Lady), llamado Zanni, fue adoptado por la familia de Sophie Turner, la actriz que interpreta a Sansa Stark, dueña del huargo en la serie.

## Recepción

### Audiencia
El segundo episodio de Juego de tronos atrajo la atención de una cantidad similar de televidentes que su predecesor, con un total de 2,2 millones de espectadores. La repetición a su vez fue vista por 0,7 millones. Estos niveles de cuota de cifra han sido considerados positivos, especialmente considerando que el programa se transmitió originalmente en el Domingo de Resurrección.

### Crítica
La reacción de la crítica fue mayormente positiva. James Hibberd, de Entertainment Weekly consideró que este episodio era mejor que el primero, mientras que Maureen Ryan, de TV Squad, le dio el puntaje más bajo de los primeros seis capítulos de la serie.
Alan Sepiwall, de HitFix, ha descrito a «The Kingsroad» como un capítulo de transición y «no es tan emocionante como el primer episodio o algunos de los posteriores capítulos de la temporada». Maureen Ryan sintió a su vez que la serie carecía de una unidad temática y, a pesar de que tenía algunos momentos efectivos, de alguna manera «no tenía destellos emocionales». En el sitio web Cultural Learnings, Myles McNutt admitió que el capítulo asemejaba a un documental en su estructura, considerando que tenía una evidente falta de cohesión que al final ayudan a enfatizar la separación de los Stark y los diferentes motivos y destinos que les esperan a los protagonistas.